# NGC 7686
NGC 7686 im Sternbild Andromeda ist vermutlich ein Asterismus, der in vielen Katalogen als offener Sternhaufen geführt wird. Er hat einen scheinbaren Durchmesser von 15' und eine scheinbare Helligkeit von 5,6 mag. NGC 7686 umfasst ca. 80 Sterne, der hellste davon ist HD 221246 mit einer scheinbaren Helligkeit von 6,2 mag.
Er wurde am 3. Dezember 1787 von Wilhelm Herschel entdeckt.